# Campoplex fusiformis
Campoplex fusiformis är en stekelart som först beskrevs av Léon Abel Provancher 1874.  Campoplex fusiformis ingår i släktet Campoplex och familjen brokparasitsteklar. Inga underarter finns listade.